# David Chyträus

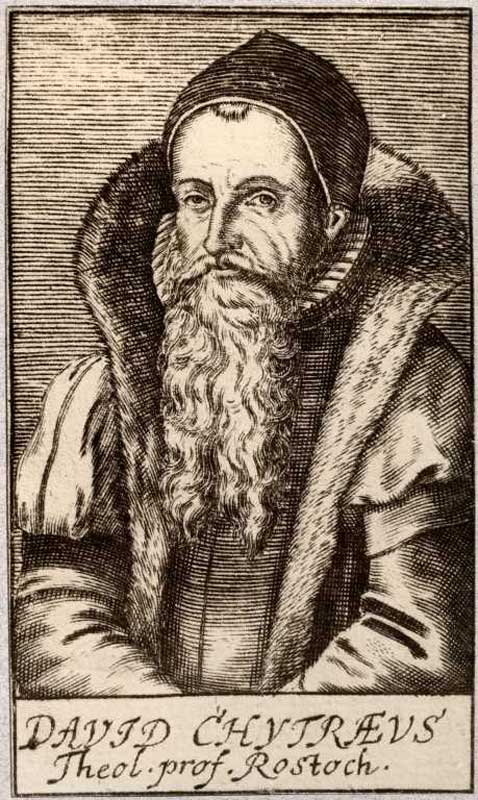
David Chyträus

David Chyträus (eigentlich David Kochhafe, nach griech. χύτρα „Kochtopf“ zu lat. Chytraeus gräzisiert, * 26. Februar 1530 in Ingelfingen; † 25. Juni 1600 in Rostock) war evangelischer Theologe, Historiker, Schulorganisator und fünfmaliger Rektor der Universität Rostock. Er gilt als einer der führenden Vertreter der Spätreformation.

## Ausbildung
Chyträus wurde als Sohn eines schwäbischen Pfarrers, der dem evangelischen Glauben zugetan war, Matthäus Kochhafe († 1559) aus Brackenheim und dessen Frau Barbara Nelberg (auch Neiperg) geboren. Nachdem die Familie wegen ihrer evangelischen Einstellung verfolgt wurde, fand sie in Menzingen eine Zuflucht. Dort wurde auch sein Bruder Nathan geboren. Im Alter von sieben Jahren besuchte David in Gemmingen die Lateinschule, wo Franciscus Irenicus sein Lehrer war.
Als Neunjähriger wurde er in das Tübinger Stift aufgenommen und am 22. Juni 1539 an der Universität Tübingen immatrikuliert. Hier erhielt er eine humanistische Ausbildung bei Joachim Camerarius dem Älteren, Erhard Schnepf und Melchior Rufus Volmar. Im Februar 1544 schloss er sein Studium an der Artistenfakultät zusammen mit Dietrich Schnepf, Jakob Dachtler und Georg Liebler mit dem Grad eines Magister artium ab und wechselte im selben Jahr im Oktober an die Universität Wittenberg. Da seine Eltern über wenig finanzielle Mittel verfügten, gab ihm der Menzinger Ortsherr Peter von Mentzingen während seiner Studienzeit ein großzügiges Stipendium.

## Wittenberg

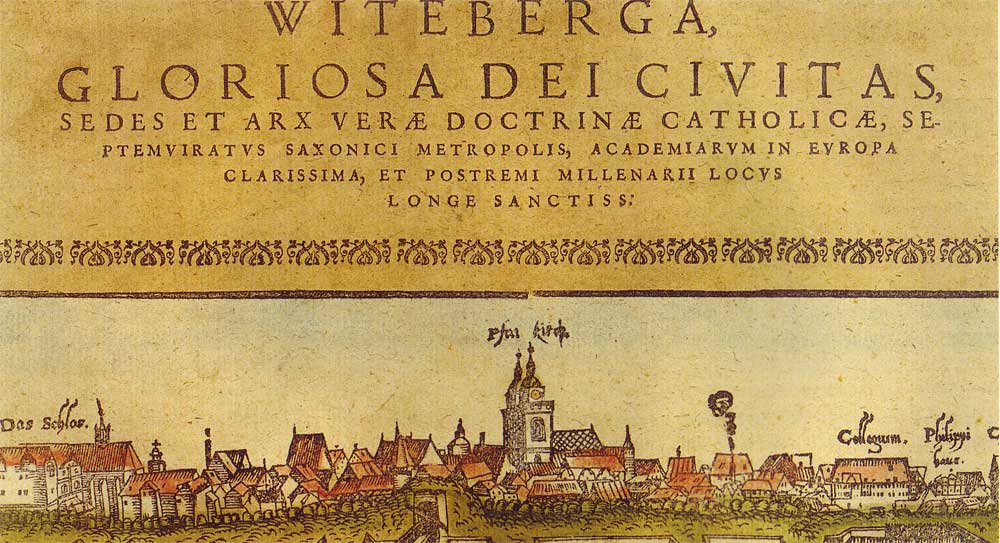
Wittenberg zu der Zeit als Chyträus dort studierte und lehrte

In Wittenberg hörte er noch Martin Luther und band sich nach dessen Tode eng an Philipp Melanchthon, der ihn als Schüler und Hausgenossen filii loco aufnahm, nachdem der frisch zum Magister promovierte Dreizehnjährige ihn beim Vorstellungsgespräch durch den frühen Erwerb seines Titels und durch seine Griechischkenntnisse beeindruckt hatte. Er hörte Vorlesungen von Martin Luther, Paul Eber, Johann Forster. Während des Schmalkaldischen Krieges verließ er Wittenberg für kurze Zeit und hielt sich in Heidelberg und Tübingen auf.
Er kehrte aber schon 1548 zurück und hielt Vorlesungen über Melanchthons Loci communes sowie über Rhetorik, Astronomie und Geschichte. Im darauf folgenden Jahr baute er diese Vorlesungen „Oratio Davidis Cythrai in repetitionem locorum communium Domini Philippi…“ seine mit Erfolg durchgeführten Lehrveranstaltungen weiter aus und schuf damit die erste speziell an akademische Theologiestudenten gerichtete öffentliche Studienanweisung im Bereich des Luthertums.
Auffallend ist der synthetische Charakter der Rede. Wesentliche Ratschläge und Empfehlungen der beiden Wittenberger Lehrer, Luther und Melanchthon, wurden von Chyträus zu einem neuen Ganzen verbunden, hinter dem ein durchaus eigenständiges, in gewisser Weise sogar originelles Konzept des Theologiestudiums steckt. Mit ihr sind die fundamentalen Vollzüge des Theologiestudiums beschrieben, die allerdings von Chyträus auf das doppelte humanistische Bildungsziel hin spezifiziert werden.
So verloren die Ausführungen ihren exklusiven Bezug auf das biblische Wort und wurden zu praktischen Übungen, durch die der Student seine Übungen kultiviert lernen sollte. Dieser synthetische Ansatz wurde von Chyträus in seinen Rostocker Anweisungen später noch erweitert und vertieft. Chyträus hatte einen großen Zulauf bei seinen Vorlesungen, jedoch unterbrach der Schmalkaldische Krieg jäh seine Lehrtätigkeit in Wittenberg und er ging während der Zeit nach Heidelberg und Tübingen. Nach der Wittenberger Kapitulation und der Neuaufrichtung der Wittenberger Akademie unter dem neuen Kurfürsten Moritz von Sachsen kehrte er nach Wittenberg zurück. Dort hielt er wieder Vorlesungen, begab sich mit Andreas Martini auf eine Bildungsreise in die Schweiz und nach Italien.

## Rostock
Zurückgekehrt nach Wittenberg begleitete er 1550 seinen Freund Johannes Aurifaber nach Rostock und wurde an das dortige Pädagogium der Universität Rostock berufen, wo er philologische, philosophische, geschichtliche und theologische Vorlesungen hielt. 1561 erwarb Chyträus, der sich bereits 1551 zum Studium an der Rostocker Universität immatrikuliert hatte, die Doktorwürde an der theologischen Fakultät; 1563 folgte die Professur für Theologie. Noch im selben Jahr 1563 wurde David Chyträus erstmals zum Rektor der Universität ernannt.
In den Jahren 1567, 1573, 1585 und 1597 folgten weitere Amtszeiten als Rektor, in denen sich Chyträus große Verdienste um die Reorganisation der Rostocker Hochschule erwarb. Chyträus wirkte zudem beim Aufbau lutherischer Bildungsstätten der evangelischen Landeskirche Mecklenburgs (Einrichtung eines Konsistoriums und Superintendentenordnung, beides 1571) mit und war beim Naumburger Fürstentag, beim Braunschweiger Konvent und an der Abfassung der Konkordienformel von 1577, der abschließenden Bekenntnisschrift des Luthertums, beteiligt.

## Alpenländische Kirchen- und Schulordnungen
Die evangelischen Stände von Niederösterreich in Person von Leopold Grabner zu Rosenburg, Rüdiger von Starhemberg und Wolf Christoph von Enzersdorf luden Chyträus 1568 auf Veranlassung Kaiser Maximilians II. ein, damit er ihnen eine Kirchenordnung und eine Agende ausarbeite. Der Kaiser gestattete den evangelischen Ständen am 13. August 1569 aufgrund der von Chyträus in Spitz an der Donau erarbeiteten Kirchenordnung freie Religionsübung und genehmigte 1570/71 die neue Agenda, die ein Jahr später von den Ständen angenommen wurde. Auch die Stände der Steiermark baten Chyträus um die Neuordnung ihrer kirchlichen Verhältnisse. Er traf Anfang Januar 1574 in Graz ein und vollendete im Mai die Kirchenordnung der Steiermark. Diese wurde dann auch von den Evangelischen in Krain und Görz übernommen.

## Chyträus als Schulorganisator
Chyträus wandelte sich im Laufe der spätreformistischen Zeit von einem Philippisten zu einem gemäßigten Gnesiolutheraner. Ausdruck findet dies in seiner Arbeit als Schulorganisator. Er gründete viele Gymnasien lutherischen Typs in protestantischen Ländern, 1575 war er auch an der Begründung der Helmstedter Universität maßgeblich beteiligt. Er schuf mit der Schulordnung für die protestantische Landschaftsschule in Graz einen Schultyp, der vom Elementarunterricht bis zu einer rhetorisch-juristischen Ausbildung führte.
Bis an sein Lebensende blieb Chyträus Professor in Rostock. Dort entstanden seine bedeutsamen historische Studien und er selbst wurde zu einer bedeutenden Säule der Lehranstalt. Sein Wirken reichte weit über die Grenzen Mecklenburgs hinaus und erstreckte sich auch auf die skandinavischen Länder.

## Chyträus als Historiker
Chyträus verfasste zahlreiche Lehr- und Handbücher und war als Bibelkommentator und Autor wissenschaftspropädeutischer Schriften eine der maßgeblichen Autoritäten des deutschen Luthertums. Womöglich nachhaltiger noch wirkte er als Historiker. Seit 1559 hielt er im Rahmen seiner theologischen Professur Vorlesungen über Geschichte und legte dann seit 1575 den Schwerpunkt fast ganz auf die historische Tätigkeit. Im Sinne herkömmlicher Geschichtswissenschaft war er ein versierter Fachmann für antike Geschichte und verfasste hilfswissenschaftliche Schriften zur Chronologie und Topographie. Unter dem Einfluss Melanchtons erweiterte er das Interesse und den Lehrplan jedoch auch auf Themen der jüngeren Geschichte und Zeitgeschichte und leistete bedeutende Arbeiten zur Geschichte Westfalens und Norddeutschlands im 16. Jahrhundert.
Er veranlasste die erste große Sammlung von Aktenstücken zur Geschichte der Augsburger Konfession, die er in einer deutschen und einer erweiterten lateinischen Darstellung verarbeitete. Mit seiner am 18. Oktober 1569 im Rahmen seiner historischen Vorlesungen öffentlich gehaltenen und seither oft aufgelegten Rede über den Zustand der christlichen Kirchen des Ostens, einer Frucht seiner Österreichreisen und seiner persönlichen Korrespondenzen mit griechischen Theologen, lenkte er das Interesse des deutschen Protestantismus auf die Ostkirchen und wurde zum Vorläufer der protestantischen Ostkirchenkunde.
Er interessierte sich für Musik und Musikgeschichte und ist der Autor eines kurzen Traktats, De Musica (1595).

## Werke

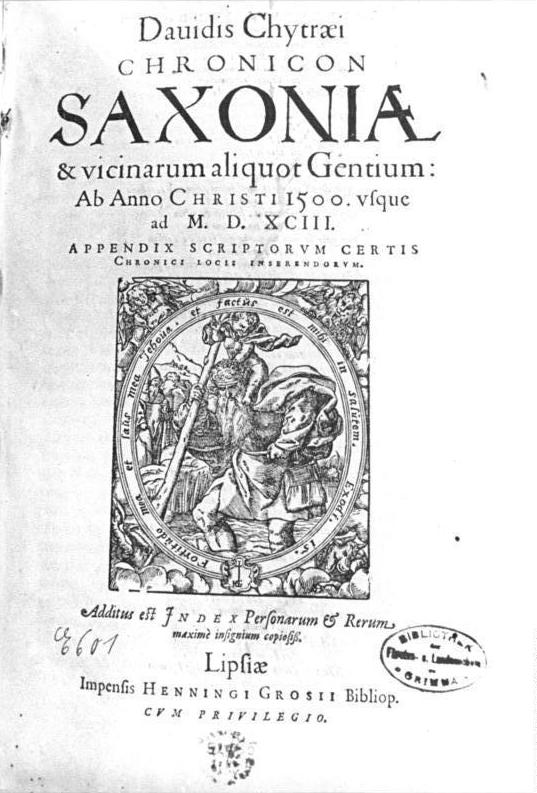
Titelblatt der Chronicon Saxoniae

Für eine komplette Übersicht siehe das Verzeichnis der im deutschen Sprachbereich erschienenen Drucke des 16. Jahrhunderts (VD 16).
- Catechismus. Rostock 1554
- Regulae vitae. Wittenberg 1555
- Praecepta rhetoricae inventionis. Wittenberg 1556 (Digitalisat der Universitätsbibliothek Kiel)
- Onomasticon theologicum. Wittenberg 1557
- Oratio de Studio Theologiae recte inchoando. Wittenberg 1560
- Oratio Davidis Cythrai in repetitionem locorum communium Domini Philippi, habita Vuitebergae Anno Christi. 1549. In: Selectarum Declamationum Professorum Academiae Ienensis. Tomus Primus / herausgegeben von Johannes Goniaeus (Richard). Argentorati 1554
- Tabula philosophorum sive series philosophorum et sectarum eorum praecipuarum a Thale et Socrate usque ad Ciceronem
- De studio dialecticae recte instituendo
- De lectione historiarum recte instituenda. Rostock 1565
- (zusammen mit Christoph Reuter): Christliche Kirchen Agenda. Wie die bey den zweyen Ständen der Herrn und Ritterschafft, im Ertzhertzogthumb Oesterreich unter der Enns, gebraucht wirdt. 1571
- De ratione discendi et ordine studiorum. 1574
- De statu ecclesiarum hoc tempore in Graecia, Asia, Ungeria Boemia […]. Straßburg 1574
- Oratio de statu ecclesiae in Graecia, Asia, Africa, Bohemia etc. 1575
- Historia Augustanae Confessionis 1578.
- Poematum Nathanis Chytraei praeter sacra omnium libri septendecim. Rostock 1579 (Digitalisat bei CAMENA)
- Historia der Augspurgischen Confession: Wie sie erstlich berahtschlagt, verfasset, und Keiser Carolo V. ubergeben ist, sampt andern Religions handlungen, so sich dabey auff dem Reichstag zu Augspurg, anno 1530 zugetragen. Rostock 1586
- Davidis Chytraei Chronicon Saxoniae & vicini orbis Arctoi Rostock, 1590, Pars Prima (Digitalisat), Pars Secunda (Digitalisat vom Münchener Digitalisierungszentrum)
- De Vandaliae et Saxoniae Alberti Crantzii continuatio. Wittenberg 1586
- Opera theologica. Leipzig 1599
- Mit Caspar Schütz: Historia Rerum Prussicarum. Danzig 1599 (Digitalisat)

Der Sohn von Chyträus gab 1614 den Briefwechsel des Vaters heraus: „Davidis Chytraei epistolae, editio posthuma a Davide CHYTRAEO, Autoris filio, Hannoviae MDCXIV“.